# Port de Berdiansk
Le port de Berdiansk est un port d'Ukraine lié à la mer d'Azov.

## Histoire

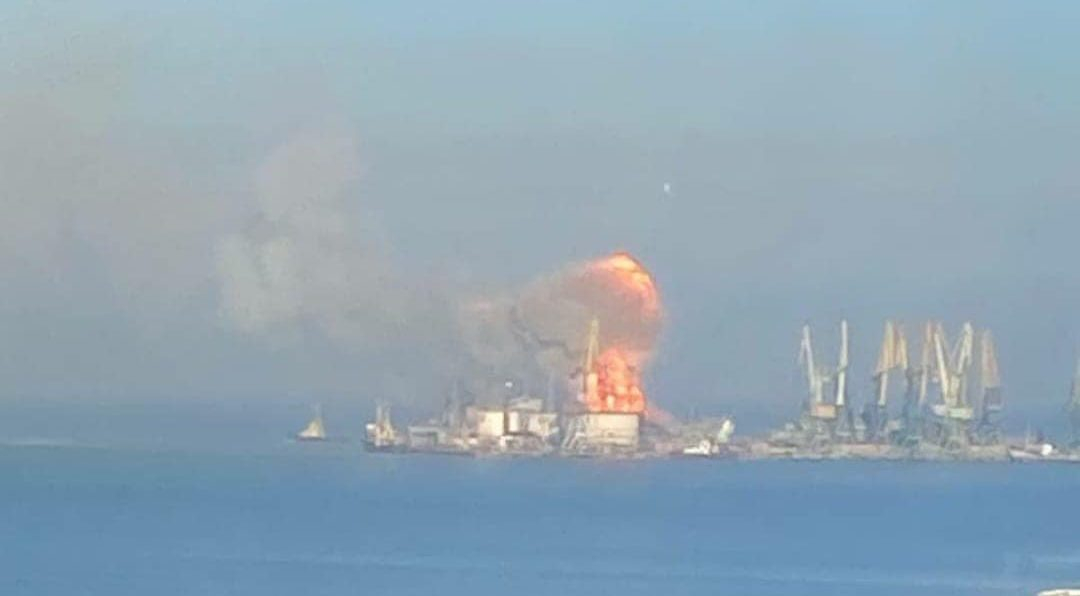
Attaque du port de Berdiansk, mars 2022.

Le port est lié au port de Henitchesk.

## Infrastructures et installations
Il est géré par l'Autorité portuaire d'Ukraine qui est sous l'autorité du Ministère de l'Infrastructure (Ukraine).

## Intermodalité
Il est lié, par la gare ferroviaire au réseau ukrainien.